# Džajići
Džajići su naseljeno mjesto u općini Konjic, Federacija Bosne i Hercegovine, BiH.
Nalaze se pored Neretve, na njenoj lijevoj obali, uzvodno od Konjica.

## Stanovništvo

### 1991.
Nacionalni sastav stanovništva 1991. godine, bio je sljedeći:
ukupno: 219
- Muslimani – 216
- ostali, neopredijeljeni i nepoznato – 3

### 2013.
Nacionalni sastav stanovništva 2013. godine, bio je sljedeći:
ukupno: 103
- Bošnjaci – 90
- ostali, neopredijeljeni i nepoznato – 13

## Vanjske poveznice
- Satelitska snimka[neaktivna poveznica]